# Pauropsylla mistura
Pauropsylla mistura är en insektsart som beskrevs av Jennifer L. Hollis 1984. Pauropsylla mistura ingår i släktet Pauropsylla och familjen spetsbladloppor. Inga underarter finns listade i Catalogue of Life.